# Thelenella sychnogonioides
Thelenella sychnogonioides är en lavart som först beskrevs av Alexander Zahlbruckner, och fick sitt nu gällande namn av R. C. Harris. Thelenella sychnogonioides ingår i släktet Thelenella och familjen Thelenellaceae.   Inga underarter finns listade i Catalogue of Life.